# Guillotine choke
Mae-hadaka-jime (前裸絞 mae hadaka jime?, Estrangulación desnuda frontal), también conocida como ebi garami o guillotine choke en inglés, es una técnica de estrangulación usada en artes marciales que contempla usar el brazo para rodear el cuello del oponente desde una posición frontal en una forma similar a una guillotina. Esta estrangulación puede ser tanto sanguínea como aérea, o incluso ambas, dependiendo de la posición del brazo y la zona del cuello oprimida.

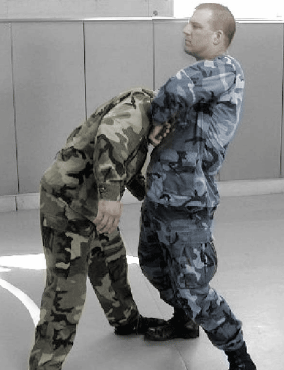
Guillotine choke aplicado de pie.

El guillotine choke es un movimiento considerado universal en las artes marciales, debido a la frecuencia de su uso, y a ser probablemente la llave más instintiva. Su origen se encuentra en múltiples disciplinas, tales como jiu-jitsu, jiu-jitsu brasileño, judo y artes marciales mixtas.

## Ejecución

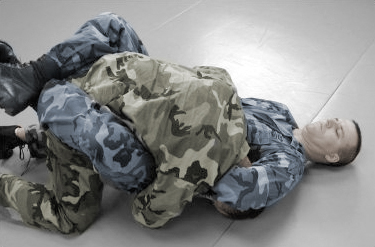
Guillotine choke aplicado en el suelo, desde una guarda cerrada. Nótese la presión adicional con las piernas del atacante.

En esta técnica, el usuario se halla frente a su oponente y le obliga a inclinarse hacia delante para apresar su cabeza. Entonces, el brazo del atacante envuelve la tráquea del defensor, con la palma mirando hacia su propio pecho, y agarra el brazo con la otra mano para alzar la presa hacia arriba. Esta llave actúa comprimiento las arterias del cuello y cortando el flujo sanguíneo. Cuando es realizada correctamente, puede dejar inconsciente al rival en cuestión de menos de 10 segundos, con un tiempo de recuperación más o menos similar.
Cuando se realiza en el suelo, el atacante -hallándose en una posición de guarda cerrada- puede alzar sus piernas para rodear con ellas la caja torácica del oponente (do-jime) y así añadir una sujeción extra para impedir su escape.